# 39890 Bobstephens
Bobstephens (asteróide 39890) é um asteróide da cintura principal, a 2,0234419 UA. Possui uma excentricidade de 0,2187337 e um período orbital de 1 522,42 dias (4,17 anos).
Bobstephens tem uma velocidade orbital média de 18,50746396 km/s e uma inclinação de 5,4888º.
Este asteróide foi descoberto em 23 de Março de 1998 por Petr Pravec.